# Svetovni koledar
Svetovni koledar, tudi Večni koledar, je predlog prenove gregorijanskega koledarja, ki ga je izdelala Elisabeth Achelis (en) iz Brooklyna, New York, leta 1930.

## Značilnosti
Svetovni koledar je 12-mesečni koledar z enako trajajočimi četrtletji. Je celoleten in tudi večen, saj ostaja enak vsa leta.
Vsako četrtletje se prične na nedeljo in konča na soboto. Četrtletja so enaka: Vsako ima natanko 91 dni, 13 tednov ali 3 mesece. Trije meseci posameznega četrtletja imajo 31, 30 in 30 dni. Vsako se začne z 31 dni trajajočim januarjem, aprilom, julijem ali oktobrom. 
Brez da bi koledar odstopal od Sončevega leta, trajajočega skoraj natančno 365,24 srednjih Sončevih dni, obravnava koledar 365. dan kot čas čakanja na ponovni začetek koledarja. Ti izvenkoledarski dnevi, znani tudi kot prestopni (ali interkalarni) dnevi, niso določeni kot delovni dnevi, ampak kot prazniki. 
Svetovni dan
Koledar je uravnotežen in narejen za večnega z dodanim 365. dnem, ki sledi 30. decembru. Ta dodaten dan, ki je označen s »S« in je enakovreden siceršnjemu 31. decembru, se imenuje Svetovni dan, predstavlja pa svetovni praznik ob koncu leta. Sledi mu nedelja, 1. januar novega leta.
Dan prestopnega leta
Ta dan je na podoben način dodan na koncu drugega četrtletja prestopnega leta. Pravtako je označen s »S« in je enakovreden siceršnjemu 31. juniju. Sledi mu nedelja, 1. julij v času istega leta.

## Koledar
Zaradi dejstva, da imajo po štirje meseci enak razpored dnevov, se lahko običajna preglednica z 12 različnimi prikazi za vsak mesec, precej poenostavi.
|                                        | po | to | sr | če | pe | so | ne |
|                                        |    |    |    |    |    |    | 1  |
| jan apr jul okt                        | 2  | 3  | 4  | 5  | 6  | 7  | 8  |
| jan apr jul okt                        | 9  | 10 | 11 | 12 | 13 | 14 | 15 |
| jan apr jul okt                        | 16 | 17 | 18 | 19 | 20 | 21 | 22 |
| jan apr jul okt                        | 23 | 24 | 25 | 26 | 27 | 28 | 29 |
| jan apr jul okt                        | 30 | 31 | 1  | 2  | 3  | 4  | 5  |
| feb maj avg nov                        | 6  | 7  | 8  | 9  | 10 | 11 | 12 |
| feb maj avg nov                        | 13 | 14 | 15 | 16 | 17 | 18 | 19 |
| feb maj avg nov                        | 20 | 21 | 22 | 23 | 24 | 25 | 26 |
| feb maj avg nov                        | 27 | 28 | 29 | 30 | 1  | 2  | 3  |
| mar jun sep dec                        | 4  | 5  | 6  | 7  | 8  | 9  | 10 |
| mar jun sep dec                        | 11 | 12 | 13 | 14 | 15 | 16 | 17 |
| mar jun sep dec                        | 18 | 19 | 20 | 21 | 22 | 23 | 24 |
| mar jun sep dec                        | 25 | 26 | 27 | 28 | 29 | 30 | d+ |
| d+ (svetovni dan/dan prestopnega leta) |    |    |    |    |    |    |    |

## Ozadje in zgodovina koledarja
Svetovni koledar ima svoje korenine v predlaganem koledarju italijanskega duhovnika, filozofa in matematika Marca Mastrofinija (it) (1763–1845), ki je kot prvi objavil kakšen predlog za prenovo gregorijanskega koledarja, ki se vedno začne z nedeljo, 1. januarjem, in vsebuje enaka četrtletja, trajajoča 91 dni. 365. dan Sončevega leta je konec leta, prestopni dan ter po možnosti praznik. Na prestopno leto nasledi soboto 30. junij drugi prestopni dan.
Mastrofinijev koledar je pomembno vplival na še en podoben predlog koledarja, ki ga je leta 1887 zasnoval francoski astronom Gaston Armelin (fr) (1860–1941). Tudi on je predvidel tri enaka četrtletja, pri katerih imata prvi in drugi mesec po 30 dni, tretji pa 31 dni. Vsako četrtletje bi se začelo na ponedeljek. 365. dan bi bil izvzet iz decembra in bi se imenoval novoletni dan. Vsako četrto leto bi temu dnevu sledil 366. dan. Ta prestopni dan bi lahko bil sicer vključen tudi sredi leta in bi sledil 31. juniju. O Armelinovem koledarju je že v letu nastanka koledarja razpravljalo Francosko astronomsko društvo, nedavno pa tudi Francoska akademija znanosti.
Elisabeth Achelis je leta 1930 ustanovila Združenje za svetovni koledar (The World Calendar Association – TWCA) s ciljem, da bi bil svetovni koledar razširjen po vsem svetu. Večino naslednjih 25 let je organizacija delovala pod imenom The World Calendar Association, Inc. V 30-ih letih je koledar pridobival vse večjo podporo v Ligi narodov, predhodnici Združenih narodov. Achelisova je leta 1931 začela izdajati Časopis za prenovo koledarja (Journal of Calendar Reform), ki je izhajal 25 let, napisala pa je tudi 5 knjig na to temo.
Po 2. svetovni vojni si je Achelisova prizadevala za svetovno podporo koledarja. Ko je gibanje dobilo mednarodno veljavo in je zakonodaja, ki je bila predstavljena Kongresu Združenih držav Amerike, čakala mednarodnih odločitev, je Achelisova sprejela nasvet, da so Združeni narodi primeren organ, ki bo deloval na primeru koledarske prenove. ZDA so leta 1955 z odrekanjem podpore pri Združenih narodih znatno zakasnile splošno sprejetje, »razen če bi bila takšni prenovi naklonjena pretežna večina državljanov Združenih držav, ki bi preko predstavnikov delovali v Kongresu Združenih držav«. Achelisova je med drugim zapisala, da »medtem, ko so komiteji in sorodne organizacije imele tekom let in še vedno imajo možnost dostopa do vseh vej svojih vlad, je bilo Incorporated (International) Association preprečeno, da bi iskala možnosti uzakonitve v Združenih državah, da ne bi izgubila oprostitve plačevanja davkov. Zaradi tega mi je bilo v lastni državi onemogočeno to, kar sem nagovarjala vse ostale sorodne organizacije, da si prizadevajo storiti v svojih.«
Leta 1956 je ukinila Združenje za svetovni koledar. Organizacija je preostanek stoletja nadaljevala svoje delo pod imenom Mednarodno združenje za svetovni koledar (International World Calendar Association). Med direktorji je bila tudi Molly E. Kalkstein, sorodnica Achelisove, ki je v času svojega mandata v letih 2000–2004 poskrbela tudi za prvo uradno spletno stran. Leta 2005 je sledila reorganizacija, od katere naprej je organizacija nastopala pod imenom The World Calendar Association, International. Nazadnje je bila aktivna leta 2013, ko si je prizadevala za uvedbo koledarja leta 2017 in 2023. Njen zadnji direktor Wayne Edward Richardson je umrl 29. maja 2020.

## Prednosti in težave
Kot pri drugih predlogih koledarske prenove, tako tudi pri tem zagovorniki izpostavljajo številne prednosti svetovnega koledarja. Najbolj poudarjajo njegovo preprosto zasnovo. Vsak datum kateregakoli leta pride na isti dan. Četrtletne statistike so lažje primerljive, saj so si četrtletja med seboj docela enaka. Kar zadeva tiskanje, koledar za vsa leta nima drugih razlik kot le letnico na vrhu. Delovne in šolske urnike poslej ni več potrebno vsako leto spreminjati, kar se pozna v zmanjšanih stroških. Koledar si lahko vsakdo tudi zlahka zapomni, kakor številčnico od ure.
Svetovni koledar se od 1. septembra do 28. februarja (pol leta torej) popolnoma ujema z gregorijanskim koledarjem. Pri preostalih dnevih pa pride do enodnevnega ali največ dvodnevnega zamika.
Glavni nasprotniki so bili v 20. stoletju verski voditelji religij, ki liturgično leto dosledno uravnavajo po 7-dnevnem ciklu. Zavzeli so stališče, da »izvenkoledarski« dnevi prelamljajo tradicionalni 7-dnevni interval. Ti pomisleki so vplivali na odločitev vlade ZDA, da pri Združenih narodih leta 1955 ni predlagala nadaljnjih raziskav. Zagovorniki sprejetja koledarja leta 2012 pa so poudarili, da se lahko svetovni dan in dan prestopnega leta smatrata za »dvojni sobotni dan« pri tistih, ki želijo ohraniti 7-dnevni interval.
Svetovni koledar za razliko od drugih predlogov ni skladen z mednarodnim standardom ISO 8601, s katerim se sklada gregorijanski koledar. Razlika se nanaša na prvi dan tedna (nedelja napram ponedeljku), poleg tega pa ISO 8601 ne podpira tudi prestopnih dni. Kljub vsemu svetovni koledar v primerjavi z drugimi koledarskimi reformami še najmanj spreminja gregorijanskega.